# Midnight Train to Georgia
Singles de Gladys Knight & the Pips
All I Need Is Time
(1973) I've Got to Use My Imagination
(1973)
Clip vidéo
[vidéo] « Midnight Train to Georgia (audio) », sur YouTube
Midnight Train to Georgia est une chanson écrite (originellement sous le titre Midnight Plane to Houston) par Jim Weatherly,,.
Initialement, la chanson a été enregistrée et sortie en single en 1973 par la chanteuse Cissy Houston, mais la version définitive est celle de Gladys Knight & the Pips.
Publiée en single (sous le label Buddah Records) en septembre de la même année, la version de Gladys Knight & the Pips a atteint la 1re place du Hot 100 du magazine musical américain Billboard, passant en tout 19 semaines dans le chart. La chanson est aussi incluse dans leur album Imagination (sorti en octobre).
En 2004, Rolling Stone a classé cette chanson, dans la version de Gladys Knight & the Pips, 432e sur la liste des « 500 plus grandes chansons de tous les temps ». (En 2010, le magazine rock américain a mis à jour sa liste, et maintenant la chanson est 439e.)

## Titre
Cissy Houston a décidé de changer le titre en Midnight Train to Georgia parce que sa famille est originaire de Géorgie et « ils ne prenaient des avions pour Houston ou ailleurs ».

## Enregistrement
L'enregistrement de Gladys Knight & the Pips a été produit par Tony Camillo.